# سونی اریکسون الم

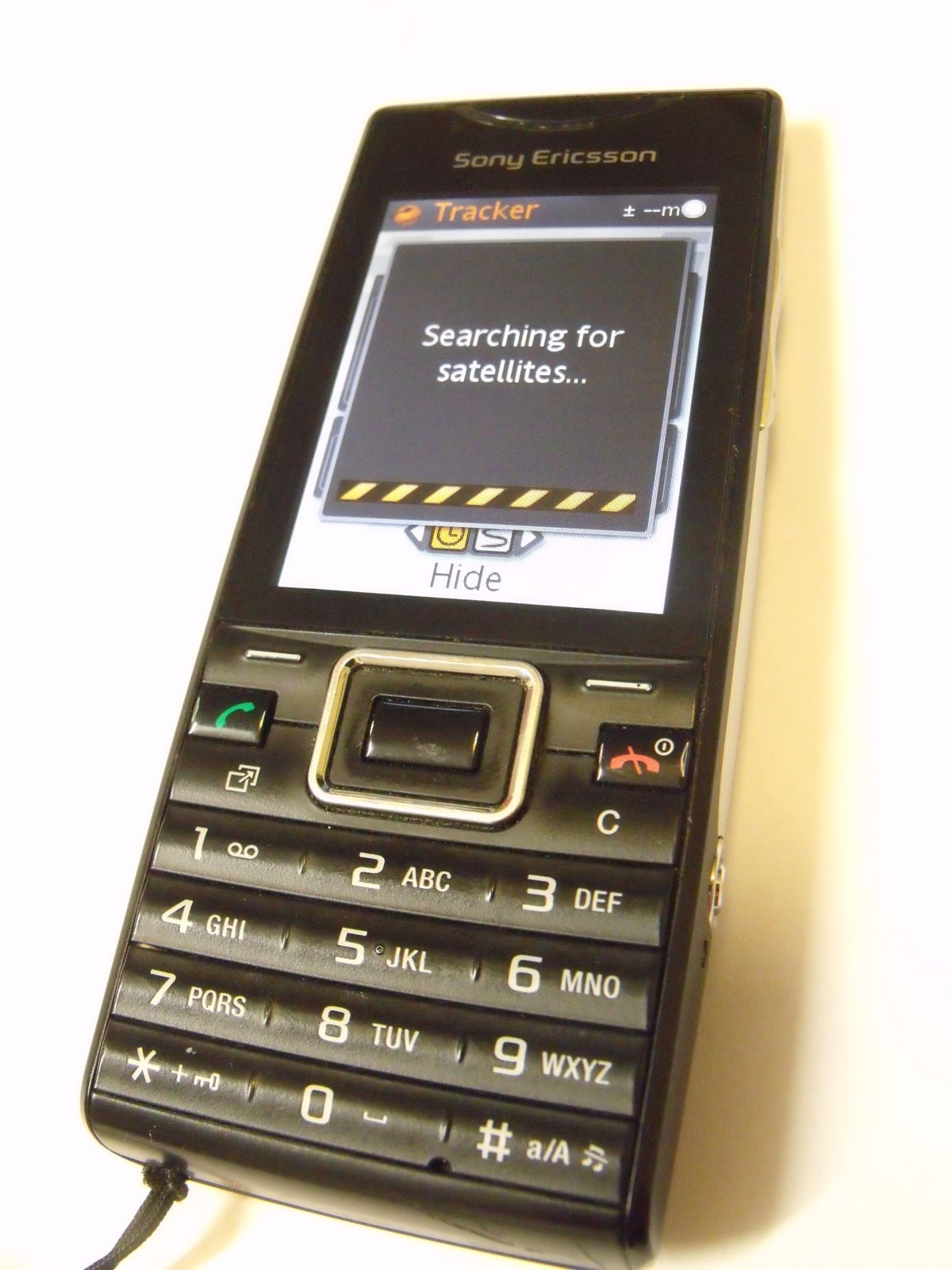
سوني اريكسون الم را مي توان يكي از پرچمداران دنياي تلفن همراه در زمان معرفي عنوان كرد.

سونی اریکسون علم (به انگلیسی: Sony Ericsson Elm)، یک‌ نمونه از گوشی‌های تلفن همراه سری ج (به انگلیسی: J) شرکت سونی اریکسون می‌باشد که توسط همین شرکت به بازار عرضه شده‌ است.
- ویژگی و معایب*
  1. تلفیق دو قابلیت سایبرشات و واکمن
  2. نرم‌افزار کاهش نویز صدا noise shield clear voice که الم را در رده اولین گوشی به لحاظ کیفیت کرده
  3. امکان مشاهده انلاین فیلم‌های وب یوتیوب
  4. مجهز به مرورگر net fornet نسخه ۵/۳
  5. دریافت AGPS نرم‌افزار Google map هیچ جای دنیا گم نخواهید شد
  6. صفحه کلید کائوچوئی تایپ راحت ضد گردغبار ضدآب تاحدودی
  7. AccuWeatherو پیش بینی وضعیت آب و هوا تا سه روز آینده
  8. نرم‌افزار walk mate eco که با شتاب سنج گوشی کار می‌کند و می‌تواند میزان مسافتی را که طی می‌کنید محاسبه کند
  9. Calendar Wallpaper ساعت عقربه‌ای روی صفحه نمایش قرار می‌گیرد که با استفاده از شتاب سنج می‌توان به تقویم و تصاویر مختلف دسترسی پیدا کرد.
  10. EcoMate یک نرم‌افزار آموزشی است. در این برنامه یک پاندا وجود دارد که شما باید به سوالات آن هر روز پاسخ دهید.
  11. نرم‌افزار NeoReader  هم بارکدخواناسکنر است.
  12. Standby World3Dسه زمان مختلف در دنیا را نمایش می‌دهد.
  13. وای-فای(wi-fi)
  14. بلوتوث با سرعت بالا

- معایب*
  1. وای فای با سرعت متوسط
  2. مراقب تلفن خود باشد اکر به زمین بخورد ممکن است مشکلاتی به همراه داشته باشید.